# Władysław Królikiewicz
Władysław Marceli Królikiewicz (ur. 26 kwietnia 1898 we Lwowie, zm. 1 lutego 1976 w Warszawie) – polski scenograf, malarz i piosenkarz, aktor kabaretowy.

## Życiorys
Syn Jana Królikiewicza i Wilhelminy Marii Magdaleny z domu Bayer. Był skautem, w 1914 zaciągnął się do Legionów Polskich, służył w 3 pułku piechoty, a następnie walczył w szeregach Polskiego Korpusu Posiłkowego. Od 1917 internowany na Węgrzech. Po odzyskaniu przez Polskę niepodległości został zawodowym oficerem Wojska Polskiego, walczył w obronie Lwowa i w wojnie polsko-bolszewickiej. W 1922 w stopniu kapitana ze starszeństwem z dniem 1 sierpnia 1919 i 1503 lokatą wśród kapitanów piechoty służył w 40 pułku piechoty. Za działalność niepodległościową otrzymał Krzyż Niepodległości (1932).
W 1924 rozpoczął naukę w szkole realnej, a następnie w Wolnej Akademii Sztuk Pięknych we Lwowie. Naukę kontynuował na Akademii Sztuk Pięknych w Krakowie i w Wiedniu, pobierał prywatne lekcje u Kazimierza Sichulskiego i Juliusza Studnickiego. W 1931 wykonał pierwszą scenografię dla teatru przemyskiego Towarzystwa Fredreum, przez pięć lat należał do zarządu tego Towarzystwa. W 1936 powrócił do służby wojskowej i w stopniu majora dowodził III dywizjonem 14 Wielkopolskiego pułku artylerii lekkiej w Poznaniu. W 1937 roku uhonorowany został Złotym Krzyżem Zasługi. Podczas mobilizacji zgłosił się do obrony Warszawy, po upadku miasta przeszedł do konspiracji (batalion Kiliński), był oficerem Armii Krajowej. Walczył w powstaniu warszawskim, po 1945 w uznaniu zasług na polu walki został odznaczony orderem Virtuti Militari i Krzyżem Walecznych.
Po wyzwoleniu wyjechał do Gdyni, gdzie przez dwa lata był scenografem w Teatrze Komedia i Aktorów Województwa Gdańskiego. Równocześnie był zaangażowany w organizację objazdowych wystaw sztuki w zakładach pracy Trójmiasta, wieczorów poezji śpiewanej oraz własną twórczość malarską. W 1949 współpracował z Teatrem Polskim w Szczecinie, a następnie przeniósł się do Warszawy. Występował w Kabarecie Szpak, gdzie był aktorem i piosenkarzem. W 1951 zaprojektował scenografię dla Teatru Nowego w Poznaniu. Występował na scenie i w powstającej telewizji z własnym programem artystycznym, organizował w swojej pracowni wieczory ballad. Od 1966 był stałym uczestnikiem „Spotkań przy lampie naftowej”, które były organizowane przez Muzeum Mazowieckie w Płocku. Na zakończenie kariery scenografa zaprojektował scenografię dla Towarzystwa Fredreum. Przez całe życie malował i ten rodzaj sztuki uważał za główną dziedzinę swojej twórczości. Spoczywa na Cmentarzu Wojskowym na Powązkach (kwatera 32C-9-1).
W małżeństwie z Ewą Leliwa-Lisowską (ur. 1912 Lwów), absolwentką krakowskiej Akademii Sztuk Pięknych, działaczką ZWZ-AK pseudonim „Ewa” i uczestniczką powstania warszawskiego (1944), pozostawił syna Ryszarda.